# Junk (livre)
Ne doit pas être confondu avec Junky.
Junk (titre original : Junk) est un roman  de l'écrivain Melvin Burgess publié en 1996 en Angleterre et en France. Il a remporté la médaille Carnegie en 1996.

## Résumé
Au milieu des années 80, en Angleterre, la vie de deux adolescents va changer quand ils décident de s'enfuir de leur petite ville, Minely-sur-Mer, pour rejoindre Bristol. 
Un père qui le bat, une mère alcoolique; la vie de Nico est devenue un calvaire. Sa seule issue est de fuir. Il est rejoint par sa petite amie, Gemma, révoltée contre ses parents et contre l'autorité. Comment s'en sortir à 14 ans, sans ressources et sans abri? Leur quotidien va vite se résumer à squatter des maisons abandonnées avec d'autres jeunes... L'engrenage de la drogue va les rattraper. La première cigarette, le premier joint. La première dose d'héroïne les précipite dans une longue descente vers les enfers. Nico et Gemma deviennent des junkies. Ils n'en sont pas encore conscients.

## Thème abordés
Le roman Junk aborde les thèmes de la drogue, de l'adolescence, de la fugue, ainsi que celui de l'amour.
Dans le même genre de livre, on peut trouver Moi, Christiane F., 13 ans, droguée, prostituée... et l'Herbe bleue bien que Junk ne soit pas présenté par l'auteur comme une histoire vraie.

## Narration
La narration change de personnage en personnage d'un chapitre à un autre, créant ainsi un ensemble de points de vue des personnages de manière explicitement subjective donnant ainsi l'image d'un ensemble objectif lors de la fin de la lecture.

## Éditions françaises
- Junk, Gallimard Jeunesse, 1998,  (ISBN 2070517403)
- Junk, Gallimard Jeunesse, coll. Frontières, 1999  (ISBN 2070522237)
- Junk, Folio Gallimard, 2009,  (ISBN 2070396924)

## Adaptation
L'œuvre de Melvin Burgess a été adaptée en téléfilm au Royaume-Uni, en 1999.